# Mehmet Polat
Mehmet Polat (Şanlıurfa, 1981) is een Turks-Nederlandse oed-speler, bandleider en componist. Hij combineert jazz met Turkse muziek, Arabische muziek en andere internationale invloeden.

## Biografie
Mehmet Polat begon de bağlama (saz) te spelen toen hij 5 jaar oud was. Als kind speelde hij Turks-Alevitische muziek en traditionele volksmuziek. Op zijn 17e verhuisde hij naar Istanbul om daar Ottomaanse muziek en oed te studeren. Polat verhuisde in 2007 naar Nederland, waar hij zijn master Indiase muziek haalde aan het Conservatorium in Rotterdam. Ook bestudeerde hij andere soorten muziek, zoals Perzische en Arabische muziek en flamenco.
Polat was mede-oprichter van Arifa en werkte mee aan de eerste twee albums van deze groep. Beide albums werden goed ontvangen in de pers.
Hierna bracht Polat een aantal albums uit onder eigen naam of als bandleider. Polat combineert in zijn muziek klanken, ritmes en instrumenten uit verschillende delen van de wereld: Turkse en Arabische muziek, jazz, en muziek uit (onder andere) Afrika, het Midden-Oosten, Spanje, India en de Balkan. Hij werkte hiervoor samen met verschillende bandleden en gastmusici, waaronder Zoumana Diarra (Mali, kora), Sinan Arat (Turkije, ney), Alper Kekeç (Turkije, percussie), Vardan Hovanissian (Armenië, duduk), Bart Lelivelt (Nederland, accordeon), Joan Terol Amigo (Catalonië, drums), Hendrik Muller (Duitsland, bas), Mike Roelofs (Nederland, piano), Martin Hafizi (Bulgarije, drums), Daniel van Huffelen (Nederland, contrabas) en Eric Vloeimans (Nederland, trompet).
Polat werkte daarnaast mee aan producties van het Nederlands Blazers Ensemble en het Amsterdams Andalusisch Orkest.

## Erkenning en waardering
Polat wordt in binnen- en buitenland gewaardeerd als een getalenteerd en vernieuwend oed-speler en componist. Het Britse muziektijdschrift Songlines recenseerde meerdere albums van Polat en beoordeelde de albums Ask Your Heart, Ageless Garden, Quantum Leap, en Embodied Poetry met vier sterren. Het Nederlandse muziektijdschrift Heaven schreef dat Polat "al geruime tijd ook internationaal te boek staat als een van de beste, meest invloedrijke en vernieuwende ûd-spelers van zijn generatie."
Polat's album The Promise bereikte in september 2020 de 18e plek in de World Music Charts Europe, een lijst die wordt samengesteld door wereldmuziekspecialisten van Europese radiozenders. Roots in Motion bereikte in juni 2025 de 8e plaats in deze lijst. Embodied Poetry bereikte in juli 2023 de 10e plaats in de Transglobal World Music Charts, een lijst die wordt samengesteld door muziekcritici uit de hele wereld.

## Discografie
- Mehmet Polat Trio - Next Spring (2014)
- Mehmet Polat Trio - Ask Your Heart (2017)
- Mehmet Polat - Ageless Garden (2018)
- Mehmet Polat & Embracing Colours - Quantum Leap (2019)
- Mehmet Polat - The Promise (2020)
- Mehmet Polat Quartet - Embodied Poetry (2023)
- Mehmet Polat Quartet - Roots in Motion (2025)